# Dálnice A4 (Německo)
Spolková dálnice 4 (Bundesautobahn 4, zkr. BAB 4, též Autobahn 4, A4) vede od hranic Německé spolkové republiky a Nizozemska u Vetschau přes severní čtvrť města Cáchy (Aachen) jako pokračování nizozemské dálnice A76 přes Düren, Kolín nad Rýnem (Köln am Rhein) a kolem Olpe do Krombachu, části města Kreuztal. Tam končí západní větev dálnice. Po chybějící části pak pokračuje z Bad Hersfeldu přes Eisenach, Erfurt, Výmar (Weimar), Jenu, Geru, Chemnitz (Saská Kamenice) a Drážďany (Dresden), Budyšín (Bautzen) do Görlitz (Zhořelce) a Zgorzelce v Polsku, kde pokračuje polskou dálnicí též označenou A4 přes Vratislav (Wrocław), Opole, Katovice (Katowice), Krakov (Kraków) a Řešov (Rzeszów) až na hranici Polska s Ukrajinou.
Téměř celý úsek dálnicí je evropskou silnicí E40. Krátká část mezi hraničním přechodem Vetschau a křížením u Cách je součástí evropské silnice E314 a asi 6 km dlouhý úsek mezi křížením Olpe-Süd a Kreuztal-Krombachem není součástí žádné evropské silnice. Kromě toho je úsek mezi trojúhelníkem Dresden-West (napojení na dálnici A17 směrem do Pirny a Ústí nad Labem) a trojúhelníkem Dresden-Nord (napojení na dálnici A13) součástí nejen evropské silnice E40, ale též E55. Úsek mezi hraničním přechodem Vetschau a Kreuztal-Krombachem je dlouhý 156 km, úsek mezi trojúhelníkem Kirchheim a hraničním přechodem Görlitz(Zhořelec)/Zgorzelec je dlouhý 460 km.

## Výstavba a rozvoj dálnice

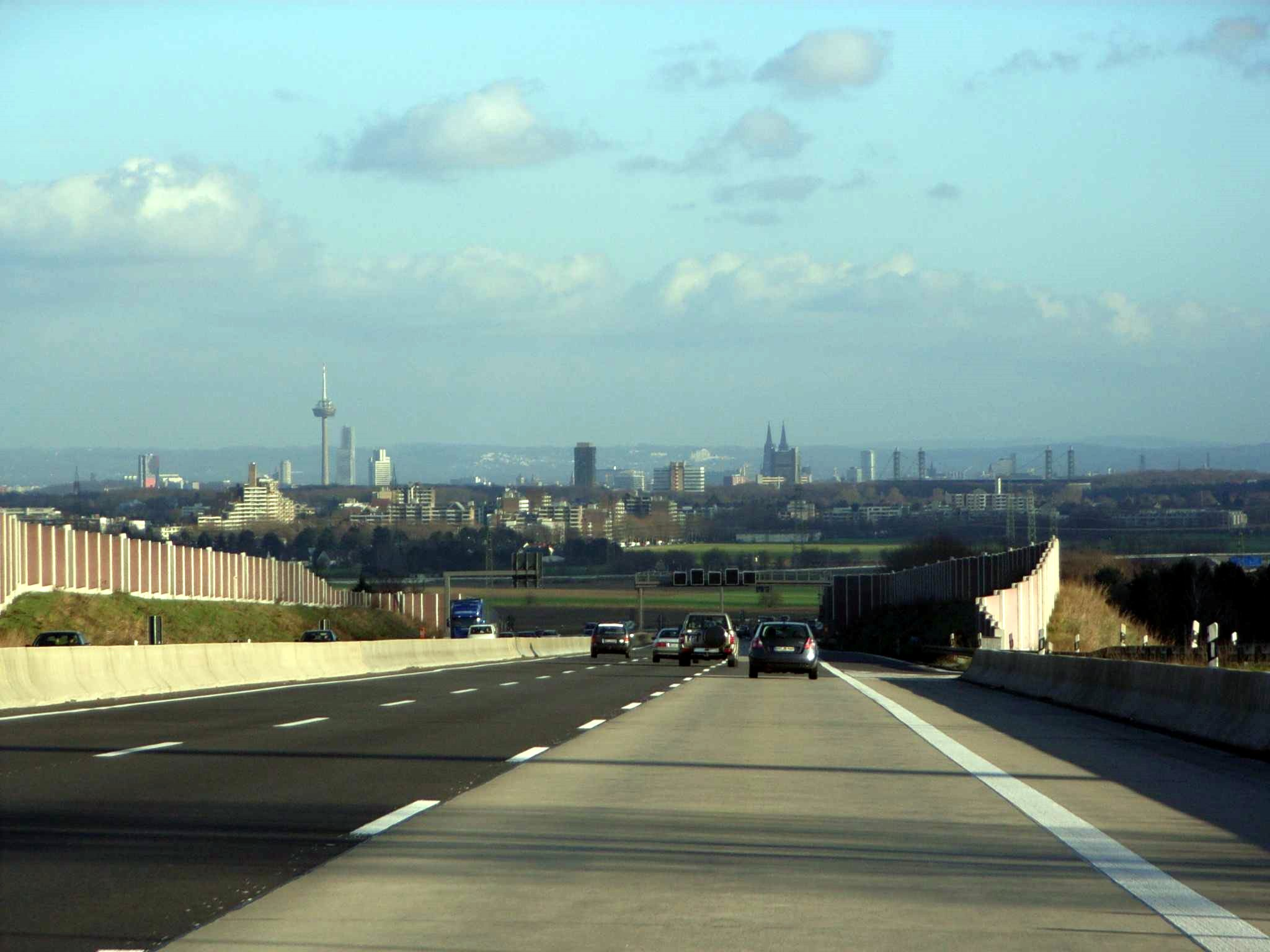
Pohled z Vorgebirge na Kolín nad Rýnem

Základní kámen byl v úseku Eschweiler–Weisweiler položen 22. března 1936 v rámci výstavby „říšských dálnic“ (Reichsautobahnen, RAB). Do roku 1942 byl ovšem zprovozněn pouze úsek mezi Aachen-Verlautenheide a Düren. Sjízdná po celé délce Aachen-Köln byla dálnice až od prosince 1960. V 70. letech pak proběhla dostavba úseku z Kolína nad Rýnem do Olpe.
V současné chvíli probíhá rozšiřování dálnice A4 od křížení Cáchy až ke křížení Köln-West na šest pruhů. Úseky mezi křížením Cáchy a nově vybudovaným připojením Eschweiler-Ost, mezi Weisweilerem a Dürenem a mezi křížením Kerpen a Köln-West jsou již dokončeny. Úsek mezi Eschweiler-Ost a Weisweiler je ve výstavbě. Chybějící 18 km dlouhý úsek Düren–křížení Kerpen je od září 2008 přeložen o cca 1,7 km jižněji kvůli přes den probíhajícím stavebním pracím v rámci výstavby šestiproudé dálnice. Dokončení je plánováno na rok 2014.
Mezi rokem 2002 a 1. prosincem 2006 byl vystavěn nový úsek dálnice A4 mezi křížením Olpe-Süd a Kreuztal-Krombachem. Na vyvýšeném místě čtvrti Krombach v Kreuztalu přejíždí přes silnici B54n. Tento nový úsek (Krombacher Höhe, Krombachská výšina) byl otevřen 1. prosince 2006. Dále vedoucí úsek z Krombachské výšiny přes Kreuztal do Siegenu byl pro dopravu otevřen 23. června 2006 jako pokračování silnice do Hüttentalu (Hüttentalstraße, B54n). Na asi 12 km dlouhém úseku obou silnic (A4 a B54n) vzniklo osm údolních mostů a deset nad- a podjezdů. Celkově bylo přemístěny 2 miliony m³ zeminy. Náklady dosáhly cca 130 milionů €.

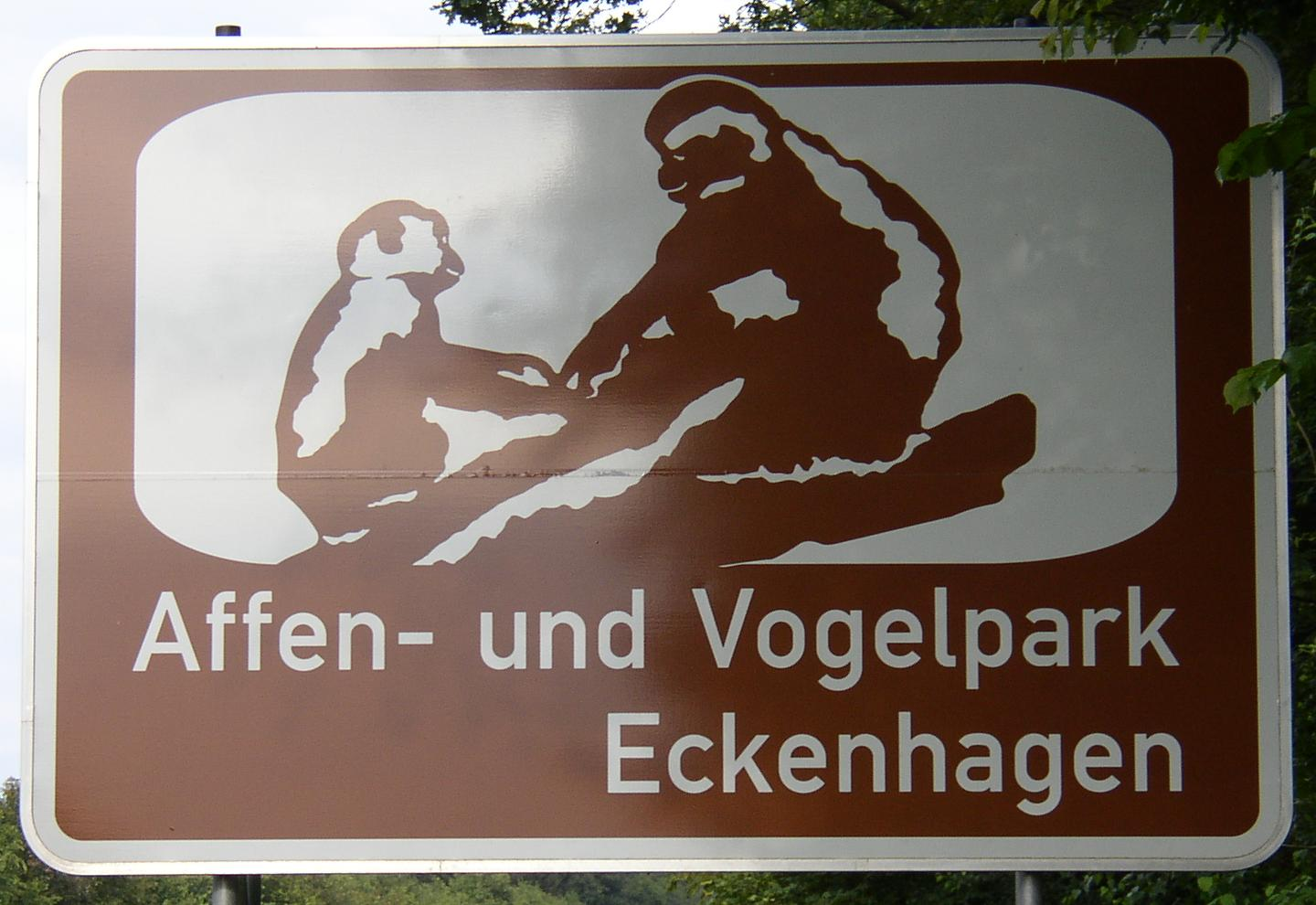
Hnědá informační značka upozorňující na Opičí a ptačí park Eckenhagen

Z plánovaného dokončení chybějící části mezi Wendenem a Kirchheimem byl realizován pouze úsek mezi Wendenem a Kreuztalem. Původně bylo naplánováno vedení dálnice přes Hilchenbach, Erndtebrück, Bad Laasphe, Biedenkopf, Cölbe a Sadtallendorf. V roce 2006 byl tento plán však hesenkou zemskou vládou zrušen, aby byla oblast severního Hesenka atraktivnější pro průmysl. Zda bude chybějící část dostavěna, není zatím jisté. V současné chvíli se v oblasti kolem města Kreuztal diskutuje několik variant. Jedna by měla vést přes jižní obchvat Kreuztalu do Hilchenbachu (Ferndorf-Eder-Lahn-Straße, FELS), jiná severně od Kreuztalu do Hilchenbachu (Nord-Metode). V současnosti se varianta FELS jeví jako pravděpodobnější. Krom toho by bylo nutné v oblasti u Stadtallendorfu křížení s dálnicí A49 přestavět na dva dálniční trojúhelníky.
Dálnice A4 mezi Bad Hersfeldem a Eisenachem byla poslední během období Třetí říše vystavěná a částečně dokončená dálnice (mezi rokem 1934 a 1943). Za situace výstavby dálnic po začátku války nebylo možné dokončit most přes Weihetal u Richelsdorfu a most přes Wommental. Stavba mostu přes Werratal u Hörschelu ani nezačala.

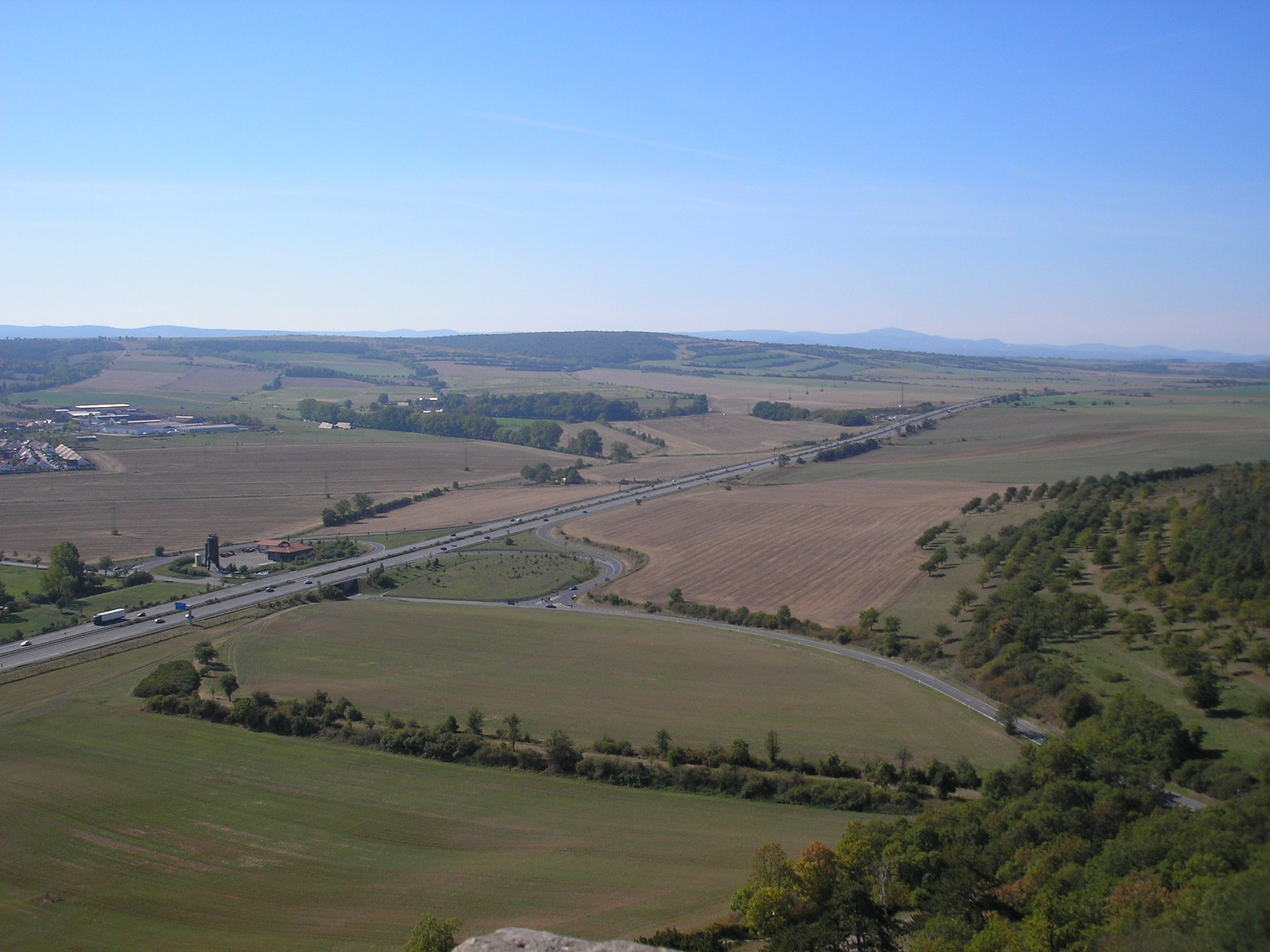
Dálnice A4 mezi Erfurtem und Gothou

Protože trasa dálnice vede mezi Obersuhlem a Wommenem (cca 12 km) nejdříve přes hranici z Hesenska do Durynska a poté opět z Durynska do Hesenska (Thüringer Zipfel, Durynský výběžek), překračovala dálnice po válce dvakrát hranici mezi Německou spolkovou a Německou demokratickou republikou. Hraniční kontroly byly po zřízení Německé demokratické republiky při cestě do západního Berlína možné teprve až v Herleshausenu/Warthe, proto zůstala dálnice v tomto úseku uzavřená až do opětovného otevření hranic v roce 1990, a pomalu pustla.
Mezi připojeními Hönebach a Obersuhl byl po skončení války severní pruh otevřen pro zemědělské stroje. Proto byly zřízeny pomocné sjezdy Raßdorf a Bosserode. Provoz ve dvou pruzích v jednom směru byl zahájen teprve na konci šedesátých let po výstavbě nové okresní silnice mezi Hönebachem a Bosserode. Obnovení a výstavba mezi Kirchheimem a Wommenem započala v roce 1960 stavbou prvního úseku mezi Kirchheimem a mostem přes Aschatal.
V roce 1983 a 1984 byl mezi dálničními sjezdy Herleshausen a Eisenach-West v rámci výstavby hraničního přechodu Herleshausen–Wartha znovu vystavěn most přes Werratal , stejně jako nepřerušená čtyřproudá dálnice mezi Waltershausen a Eisenach-West. Obnova proběhla po pádu berlínské zdi a v roce 2005 došlo k výstavbě šestiproudé dálnice v úseku Wommen a Herleshausen.
V lednu 2008 začala výstavba cca 25 km dlouhého šestiproudého úseku mezi Eisenachem-West a Waltershausen. Přitom byla dálnice přeložena severně od Hörselberge (Severní přeložení u Eisenachu). Navíc vznikl nový dálniční sjezd Sättelstädt jako připojení na spolkovou silnici B7. Připojení Eisenach-Ost se bude v budoucnu nacházet v Böbertalu u Großenlupnitz na silnici B84. Stará dálniční trasa mezi novým sjezdem Eisenach-West a původním sjezdem Wutha-Farnroda by měla posléze být určena silnici B7. Navazující úsek Wutha-Farnroda–Sättelstädt včetně již nepotřebného starého mostu přes Hörsetal bude po dokončení prvních pruhů severního obchvatu v jednom směru zrušen a rozebrán. Získaný stavební materiál má pak být použit na výstavbu pruhů severního obchvatů v druhém směru. Zakázka byla zadána v rámci Veřejno-soukromého partnerství (Öffentlich-Private Partnerschaft, ÖPP) v září 2007. V červenci 2008 již práce na staveništi nové trasy výrazně pokročily.

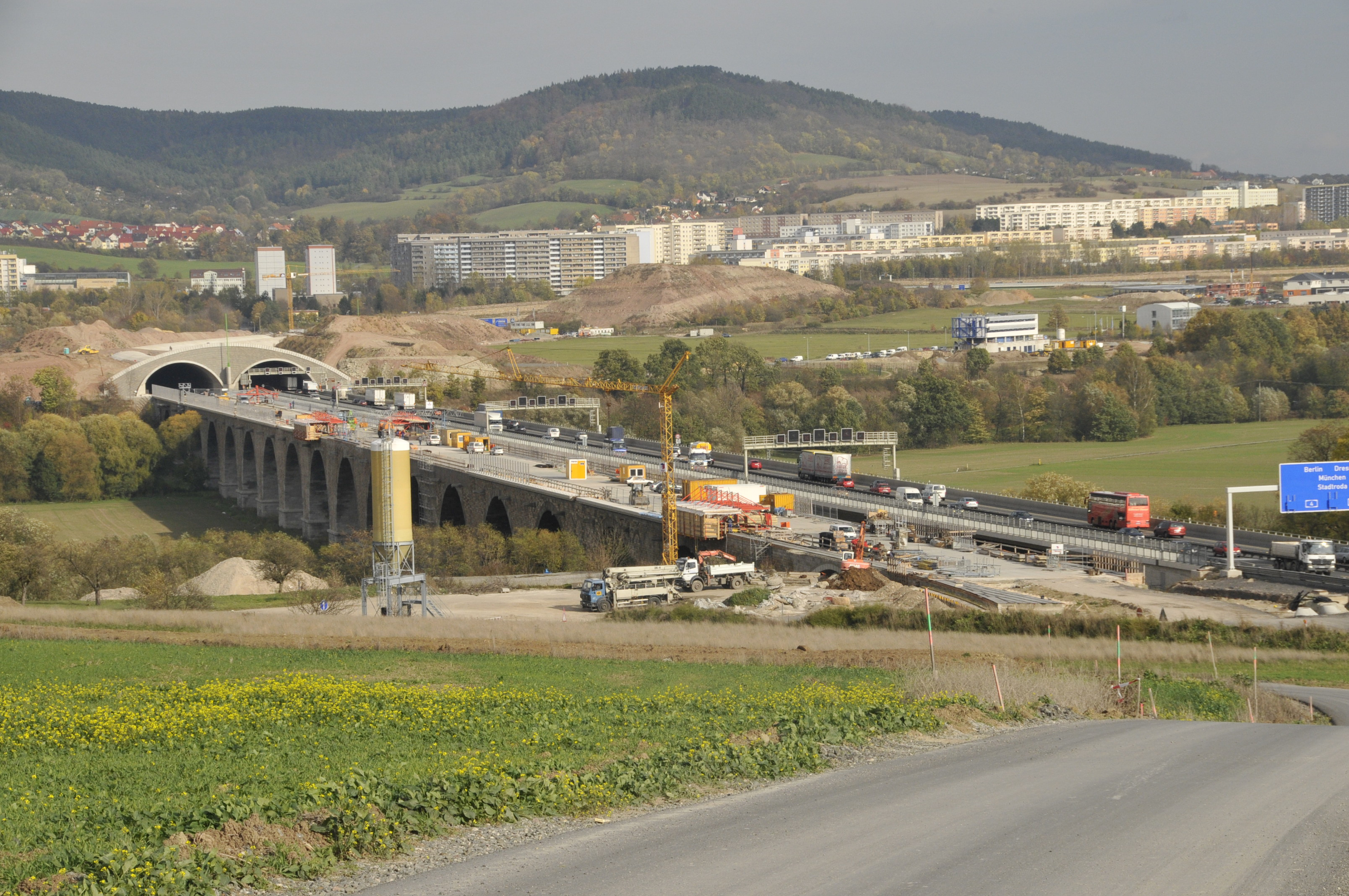
Dálniční připojení Jena-Göschwitz, staveniště mostu přes Saaletal a Lobdeburský tunel (podzim 2008)

Od roku 2004 probíhá výstavba šestiproudé dálnice u Jeny, která je pro omezení hlučnosti vedena tunelem. Jižně od stávajícího památkově chráněného mostu přes Sálu vznikl druhý most. V oblasti Jeny-Lobeda byly pruhy směrem na východ, do Drážďan, vystavěny jižně vedle původní dálnice a o 7 m hlouběji. Po dokončení mostu přes Sálu a poloviny protihlukového tunelu započala rekonstrukce zbývající poloviny ve směru do Erfurtu stejným způsobem. Stadtrodaer Straße, čtyřproudá silnice L1077 vedoucí od dálnice do centra Jeny, již nevede pod dálnicí, ale přes dálnici. Nový, víceproudý most byl pro provoz otevřen 30. června 2008. Původní dálniční připojení (označené Jena-Lobeda) bylo opět otevřeno (pod názvem Jena-Zentrum) 31. července 2008. Na západ od Jeny by měla v blízké budoucnosti vést dálnice mezi Magdalou, Buchou a Jenou-Göschwitz velmi diskutovaným rozestavěným tunelem Jagdberg (Jagdbergtunnel), jehož stavba začala v září 2008 a který má ulehčit přírodní rezervací Údolí Leutry (Leutratal). V současnosti je provoz veden z údolí Magdely přes vrchol Ilm–Saale–Platte údolím Leutry až do údolí Sály ve dvou pruzích bez odstavného pruhu se stoupáním 6%, což vede k častým zácpám a nehodám. Narůstajícímu provozu tato silnice již nevyhovuje.
Most přes Teufelstal západně od křížení Hermsdorf byl v průběhu výstavby šestiproudé dálnice A4 v letech 1996–2002 postupně nahrazen dvěma novými mosty.
Východně od křížení Hermsdorf až do Gery byla výstavba šestiproudé dálnice již dokončena a dálnice je v provozu. U Gery současně s přeložením silnice B2 vzniklo nové křížení Gera (Kreuz Gera).
U Chemnitzu byl v letech 2000–2002 přestavěn viadukt Bahrebachmühlenviadukt tak, aby zůstala zachována technická pamětihodnost, ale současně bylo umožněn vznik šestiproudého podjezdu.
Mezi trojúhelníkem Nossen (Dreieck Nossen) a Drážďany probíhala dálnice až do dokončení menšího obchvatu a mostu „Tanneberskou děrou“ (Tanneberger Loch), což byl tunel skrz malé údolí. Kvůli rampám ve vedlejších údolích tak bylo původně možno ušetřit si jinak nutnou stavbu mostu.

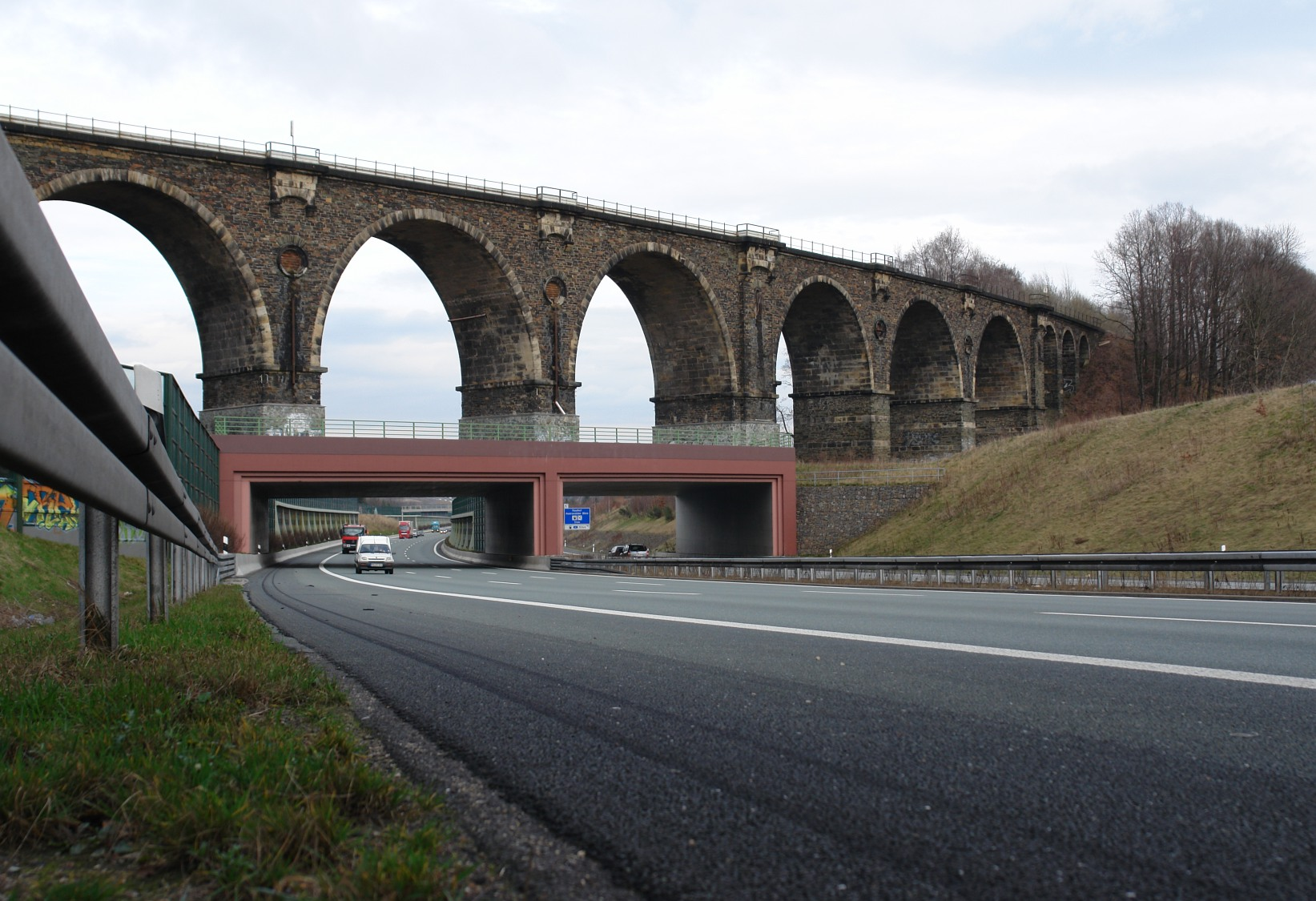
Dálnice A 4 pod přestavěným viaduktem Bahrebachmühle

Úsek dálnice A4 mezi připojením Bautzen-Ost a tehdejším koncem dálnice u Weißenbergu byl v letech 1972 až 1992 uzavřen. Na dálnici bylo postaveno 66 hal, které sloužily jako obilninová rezerva Německé demokratické republiky. Je však třeba dodat, že most přes Sprévu u Budyšína, až do roku 1977 zničený válkou, nebyl opraven a tento úsek tedy nebyl pro automobilovou dopravu zajímavý. Při prodlužování dálnice směrem do Görlitzu na hranici s Polskem byl z důvodu ochrany životního prostředí původní plán trasy přes pahorkatinu Königshainer Berge opuštěn, a trasa byla přeložena o něco severněji do podzemí. Vznikl tak tunel Königshainer Berge, který je druhým nejdelším dálničním tunelem v Německu.
V blízkosti západního portálu tunelu zůstal dodnes zachován starý most připravený z doby říšské výstavby dálnic.

## Nehoda na mostu přes Wiehltal
Podrobnější údaje naleznete v samostatném článku Most přes Wiehltal
Dálnice A4 byla po dopravní nehodě na mostě přes Wiehltal (Wiehltalbrücke) uzavřena od konce srpna 2004 do 7. října 2004 v úseku mezi sjezdem Engelskirchen a Gummersbach. Do nákladního automobilu s přívěsem naloženého 32.000 l paliva narazil osobní automobil, což způsobilo pád nákladního vozu z mostu a požár, který závažně poškodil mostní konstrukci. Most byl částečně uveden do provozu 7. října 2004. Samotná oprava začala 28. června 2006 a byla dokončena 22. srpna 2006. Po následné obnově vozovky je most opět plně v provozu. Oprava proběhla nákladným a v Německu poprvé použitým postupem, při kterém byl mimo jiné zcela vyměněn jeden z 20×31 m velkých mostních dílců. Po tuto dobu byl most úplně uzavřen. Celkové náklady na opravu mostu dosáhly 30 milionů €.

## Křížení
- Cáchy – A44, A544
- Kerpen – A61
- Kolín nad Rýnem – A1, A555, A559, A3, A59
- Olpe – A45
- Krombach – B54n
- Kirchheim – A7
- Erfurt – A71
- Hermsdorf – A9
- Chemnitz – A72
- Nossen – A14
- Drážďany západ – A17
- Drážďany sever – A13,

### Externí odkazy

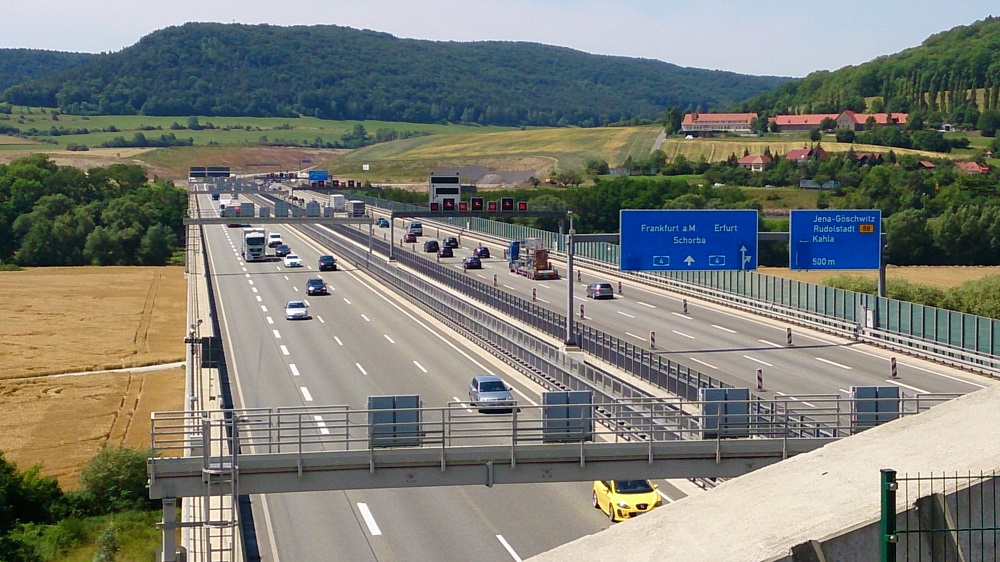
A4 u Lobeda